# Ormocarpopsis tulearensis
Ormocarpopsis tulearensis é uma espécie vegetal da família Fabaceae.
Apenas pode ser encontrada no Madagáscar.